# Tarabosh
Tarabosh (Taraboshi, Mali i Taraboshit) – szczyt w paśmie Rumija, w Górach Dynarskich. Leży w północnej Albanii, w okręgu szkoderskim, blisko granicy z Czarnogórą. Należy do pasma Gór Północnoalbańskich.
Górujący nad Szkodrą szczyt Tarabosh stanowił w przeszłości doskonały punkt wyjścia do ewentualnego ataku na miasto i kontroli nad doliną Buny. W czasie I wojny bałkańskiej góra została ufortyfikowana przez Turków i odgrywała kluczową rolę w systemie obronnym Szkodry. Zaciekle atakowana przez wojska czarnogórsko-serbskie, którym zajęcie Tarabosh miało otworzyć drogę do miasta. W 1913 w Szkodrze powstało wydawnictwo Tarabosh, które wydawało dziennik pod tym samym tytułem. W okresie dyktatury komunistycznej nazwę Tarabosh nadano jednej z najpopularniejszych marek papierosów.